# Успение Богородично (католическа църква в Лвов)
„Успение Богородично“ (на украински: Архикатедральна базиліка Успіння Пресвятої Діви Марії) е катедралата на Лвовската архиепископия на Римокатолическата църква на Украйна в град Лвов. Стоежът ѝ е започнат през 1360 година и е завършен през 1479 година. Тя е архитектурен паметник.
В църквата на 1 април 1656 година полският крал Ян II Кажимеж дава Лвовския обет. На 25 юни 2001 година папа Йоан Павел II посещава църквата.
Между 1998 и 2000 година интериорът на катедралата е основно реновиран от полски и украински реставратори. През 2006 година се чества 350-годишнина от Лвовския обет в присъствието на полския президент Лех Качински.
- Олтарът
- Църквата през 1943 г.
- Църквата през 1898 г.
- Даването на обет от Ян II Кажимеж в Латинската катедрала на 1 април 1656 г.